# Municipio de Sunnyside (Minnesota)
El municipio de Sunnyside (en inglés: Sunnyside Township) es un municipio ubicado en el condado de Wilkin en el estado estadounidense de Minnesota. En el año 2010 tenía una población de 136 habitantes y una densidad poblacional de 1,47 personas por km².

## Geografía
El municipio de Sunnyside se encuentra ubicado en las coordenadas 46°14′20″N 96°27′0″O / 46.23889, -96.45000. Según la Oficina del Censo de los Estados Unidos, el municipio tiene una superficie total de 92.59 km², de la cual 92,59 km² corresponden a tierra firme y (0 %) 0 km² es agua.

## Demografía
Según el censo de 2010, había 136 personas residiendo en el municipio de Sunnyside. La densidad de población era de 1,47 hab./km². De los 136 habitantes, el municipio de Sunnyside estaba compuesto por el 96,32 % blancos, el 1,47 % eran amerindios y el 2,21 % eran de una mezcla de razas. Del total de la población el 0,74 % eran hispanos o latinos de cualquier raza.